# Páramo del Almorzadero
Páramo del Almorzadero är ett högland i Colombia.   Det ligger i departementet Santander, i den centrala delen av landet, 300 km nordost om huvudstaden Bogotá.